# Nunatak Ovcyna
Nunatak Ovcyna är en nunatak i Antarktis. Den ligger i Östantarktis. Australien gör anspråk på området. Toppen på Nunatak Ovcyna är 1 418 meter över havet.
Terrängen runt Nunatak Ovcyna är platt åt nordväst, men åt sydost är den kuperad. Trakten är obefolkad. Det finns inga samhällen i närheten.